# Hades avicula
Hades avicula är en fjärilsart som beskrevs av Hans Ferdinand Emil Julius Stichel 1909. Hades avicula ingår i släktet Hades och familjen Riodinidae. Inga underarter finns listade i Catalogue of Life.